# Mrinalini Sarabhai
Mrinalini Sarabhai (hindi: मृणालिनी साराभाई; Kerala, 11 de maig de 1918 - 21 de gener de 2016) va ser una ballarina clàssica, coreògrafa i instructora índia, fundadora de l'Acadèmia Darpana de les Arts Escèniques, un institut que imparteix entrenament de ball, drama, música i titelles, a la ciutat d'Ahmadabad. Va rebre molts premis i esments en reconeixement de la seva contribució en l'art.
Va entrenar prop de 18 000 estudiants en bharata natiam i kathakali.

## Biografia
Mrinalini va néixer a Kerala l'11 de maig de 1918, filla d'una treballadora social i de l'ex-membre del parlament Ammu Swaminathan. Va passar la seva infància a Suïssa, on, va rebre les seves primeres lliçons de moviments de ball, tècnica occidental, a l'Escola de Dalcroze. Va ser educada a Santiniketan per Rabindranath Tagore on es va adonar de la seva veritable vocació.

### Defunció
Va ingressar a l'hospital el 20 de gener de 2016 i va morir el 21 de gener de 2016 als 97 anys.